# Presidente Juscelino (kommun i Brasilien, Minas Gerais)
Presidente Juscelino är en kommun i Brasilien.   Den ligger i delstaten Minas Gerais, i den sydöstra delen av landet, 500 km sydost om huvudstaden Brasília. Antalet invånare är 3 907.
Omgivningarna runt Presidente Juscelino är huvudsakligen savann. Runt Presidente Juscelino är det mycket glesbefolkat, med 6 invånare per kvadratkilometer.